# 타동사
타동사(他動詞, 영어: transitive verb)는 하나 이상의 목적어를 갖는 동사이다. 목적어를 갖지 않는 자동사와 대비되며,  동사가 자동사이냐 타동사이냐 하는 성질을 타동성(他動性, 영어: transitivity)이라 한다.
타동사는 목적어를 몇 개나 받느냐에 따라 더 자세히 나눌 수 있는데, 주어와 직접목적어 하나만을 받는 동사는 단일타동사(單一他動詞, 영어: monotransitive verb)라 부르며, 주어와 직접목적어, 간접목적어라는 두 개의 목적어를 받는 동사는 이중타동사(二重他動詞, 영어: ditransitive verb)라 부른다.

## 예시
다음 한국어 문장에 나타나는 동사들은 타동사이다. 밑줄 친 부분은 동사의 목적어이다.
- 영희가 젓가락을 쥐었다.
- 우리는 어젯밤에 영화를 봤다.
- 영수가 나한테 선물을 주었다.
- 나는 식탁에서 다리를 떤다.

반면 다음 한국어 문장에 나타나는 동사들은 자동사이다.
- 물이 흐른다.
- 내가 웃었다.
- 고양이가 쏜살같이 달린다.
- 물은 섭씨 백 도에서 끓는다.

어떤 동사는 자동사로나 타동사로나 쓰일 수 있는데, 이런 동사를 자타양용동사(自他兩用動詞, 영어: ambitransitive verb)라 한다.
- 바람이 분다. / 영희가 입김을 분다.
- 바위가 움직였다. / 내가 바위를 움직였다.
- 시계가 멈췄다. / 철수가 춤을 멈췄다.

## 같이 보기
- 타동성
- 자동사
- 이중타동사
- 결합가
- 정렬 (언어학)